# 超速パラヒーロー ガンディーン
『超速パラヒーロー ガンディーン』（ちょうそくパラヒーロー ガンディーン）は、2021年6月26日から7月10日まで毎週土曜 18時05分 - 18時43分にNHK総合で放送されたテレビドラマ。主演は奥野壮。全3回。

## 概要
車いす陸上アスリートを目指す高校生・森宮大志が、車いすを駆るスーパーヒーロー「ガンディーン」となって、宇宙の侵略者から地球を守るために戦う姿を描く。

## 制作
子供番組ではお約束のアイテムや段取りである、刀剣や銃などの武器や必殺技を廃し、リアルなドラマを描いている。
予算の工夫として、建物の破壊表現を石膏のミニチュアビルではなく、カポックビルに写真を貼ったのみのもので代用したり、レンズの効果を利用して、怪獣の着ぐるみを演者の前に置いて合成なしの特撮カットを撮っている。

## ストーリー
パラ陸上アスリートを目指す森宮大志の前に、空からアラート星人の青年フォス（グー）が現れた。エルトロン族によって送り込まれた怪獣ラゲルトを倒すため、グーからモードシフターを託された大志はガンディーンへと変身する。

## 登場人物
森宮 大志（）〈17〉
パラ陸上車いすのクラス（1500メートル）への挑戦を目指す高校2年生。明るく前向きな性格で、9年前の8歳の時に経験した自動車事故によって母親を亡くし、自身も車いす生活を余儀なくされたが、入院中に源からアラート星の話を聞いたことで宇宙に興味を持ち、宇宙飛行士になるという夢と体を鍛えるために、坂本から勧められたパラ陸上を独学で始める。
深井 京（）〈24〉
独学でパラ陸上をしていた大志のコーチを源から依頼された坂本の紹介で引き受けることとなった大学院生。かつては陸上の中距離選手だったが、自身の才能に限界を感じて競技を退き、現在は朝日体育大学でコーチング学を専攻する。
森宮 源（）〈44〉
大志の父親。東京郊外の町工場「森宮モータース」を経営する技術者。大志以上にポジティブな性格で、息子の夢に賛同して自前の有人宇宙ロケットを開発している。
フォス / グー
アラート星から、エルトロン族による虐殺を逃れて地球がアラート星と同様のことが起こるのを警告するためにやってきたメーデン族の地球調査員の青年。森宮家の近くに宇宙船から落下した一人乗り用の脱出ポッドが墜落し、大志たちと共同生活を始める。グーという名はフォスが「グー」としか言わないことから理央によってつけられた。
メーデン族の中で数世代に一人生まれ、人間や無機物を植物の姿に変える緑死と呼ばれる能力を持ち、地球とその文明を緑化させ、アラート星とそっくりの星に変えてしまう強大な力を人類殲滅兵器としてラルーに狙われていたことが御神体によって判明する。
ラルー
アラート星からグーを追って地球に飛来してきたエルトロン族の女。
- 当初は戦闘シーンはなく、それほど出番はなかったが、プロデューサー陣との共通認識として存在感やキャスティングが重要であると思い、水野に決まってからはアクションシーンは足せなかったものの、シーンは増やすこととなった。
- 衣装デザインは百武朋が担当。

清名 理央（）
大志と幼なじみの女子高生。母子家庭で母親の帰りも遅いため、森宮家の夕飯を作っている。グーが空間に表示する絵文字を微かではあるが読むことができ、彼との意思疎通ができる。
坂本 元男（）
朝日体育大学の教授。京の指導教官。源とは幼なじみ。
若林 裕也（）、赤城 ミキ（）、モーメン
「森宮モータース」の従業員たち。高い技術力と知識を活かして、ハイパーホイールを開発する。
- 本作品のテーマのひとつでもある「多様性」ということから、ゲイや外国人技能実習生など世の中にいる様々な人々という意識でキャラクターを作っていった。

清名 トキエ（）〈享年115〉
理央の祖母。故人。生前、地球とアラート星が双子星である伝承を源に伝えている。
永山 杏耶（）
陸上選手時代の京のライバルだった女性。
謎の男
国家関係と思われる組織のリーダー。倒された怪獣ラゲルトを秘密裡に回収し今回の事件の各種分析を行うと同時に、怪獣を撃退したガンディーンに興味を持つ。

## ガンディーン
大志が特殊プロテクターを装着して変身する青い姿のヒーロー。戦闘では、アラート星で生み出された植物由来のエネルギーを用いる。ハイパーホイールに書かれた「グー（G）と大志（D）」を意味する「G and D」から「ガンディーン」と命名される。
- 当初はバイザーを模したようなパーツが目の位置にあるヒーローのような顔のデザインもあったが、最終的には地球人の考えるヒーロー像ではなく、異なる文明が生み出したヒーローとして、目、鼻、口といったパーツを付けない人間の顔を模したパーツ構成ではないものとなった[6]。異星人の星の文明が水や植物などの有機的な力で発展したという設定のため、植物の意匠を取り入れたものとなった[3]。

### アイテム
モードシフター
グー（フォス）から大志に授けられたアイテム。発光すると、ガンディーンへと変身させる。
- 実際には発売はされないが、番組の公式サイトでは架空の変身玩具のCM動画が配信されている。

ハイパーホイール
源が裕也、ミキ、モーメンとともに開発・改造したガンディーンの足となる専用の強化型車いす。車いすラグビー（ウィルチェアラグビー）で使用される競技用車いすがベースの1号機と、陸上競技の車いすレースで使用される車いす（レーサー）がベースの2号機が存在する。

## 登場怪獣
ラゲルト
アラート星のエルトロン族が、地球侵略の先兵として送り込んだ体長12メートルの半機械怪獣。ラルーに操られてグーや地球の人々を襲う。
装甲で頭部を覆った四つ足の姿や二足歩行、背中の鎧のようなものが開いて翼になるなど、戦況に応じて形態を次々と変化させる。口から吐く毒液弾や尻尾を使った強力な打撃攻撃を得意とする。負傷時には医療カプセルで治療する。
- 鉄の装甲をアラート星の巨大トカゲに後付けしたイメージとなっている。カラーリングは地球文明の象徴である鉄と火をイメージさせるものとなった。
- 形態の変化は、1体のスーツを小改造させることで表現している。

## 設定・用語
アラート星
地球と数十万光年離れた別の銀河にあるが、双子のように共鳴しあう星。争いのない様々な種族が共存して暮らす平和な星であったが、数十年前からエルトロン族がほかの種族を襲ったことで多様性を失った結果、星自体が滅びる方向に向かってしまったという。
メーデン族
アラート星に住み、地球人には何を言っているのかはわからない独自の言語を使う。エルトロン族による虐殺から逃れるため、地球へやってくる。
エルトロン族
赤い角を持つ凶暴な種族で、アラート星を制圧するため、他の種族を根絶しようとしている。

## キャスト
フォス（グー）役の林カラスは、本作品の演出を手掛けた辻󠄀本貴則が監督を務めた『ウルトラマンZ』に出演していたことから、辻󠄀本による推薦によって出演することとなった。
- 森宮大志 - 奥野壮[1]
- 深井京 - 小芝風花[1]
- グー - 林カラス[8]
- 清名理央 - 中村守里[9]
- 坂本元男 - 和田聰宏[9]
- 若林裕也 - 久保田武人
- 赤城ミキ - 青山祥子[8]
- モーメン - ブリーズ[8]
- 永山杏耶 - 芋生悠（第1話、第2話）
- イリオス - 辻本一樹（第1話、第2話）
- 森宮大志（少年時代） - 大友悠聖
- 瑞原芳乃 - 小熊美香（第3話）
- 部下 - 篠崎功希（第3話）
- 樋口政幸（本人役）[8]（第1話、第3話）
- 吉田竜太（本人役）[8]（第1話）
- 佐藤健（本人役）[8]（第1話）
- 佐々木凛平（本人役）[8]（第1話）
- 笹原拓歩（本人役）[8]（第1話）
- トキエ - 白石加代子（第2話、第3話）
- 謎の男 - 加藤雅也[10]（第3話）
- ラルー - 水野美紀[7]
- 森宮源 - つるの剛士[9]

### スーツアクター
- ガンディーン - 稲庭渉[8][11]
- ラゲルト - 大久保洸成[8][11]

## スタッフ
- 脚本 - まなべゆきこ、小林弘利[5][2]
- 音楽 - 原文雄[5]
- パラ陸上監修 - 花岡伸和[6]
- コーチング監修 - 水野洋子[6]
- 撮影協力 - 日本体育大学、オーエックスエンジニアリング、映像センター、たまロケーションサービス
- 取材協力 - 日本パラ陸上競技連盟、東京陸上競技協会、日本障がい者スポーツ協会、日本車いすラグビー連盟
- 映像提供 - 日本障がい者スポーツ協会
- 制作統括 - 柴田直之、西村崇、新三郎[5]
- プロデューサー - 荻野友大[5]、岸根明
- 撮影 - カトウジュンイチ、桜井景一
- 照明 - 鎌田春樹
- 音声 - 星一郎（第1話）、萬年沙織（第2、3話）
- 映像技術 - 坂上和也（第1話）、大畑智也（第2、3話）
- 操演 - 川口謙司
- 編集 - 辻田恵美
- 音響効果 - 中島勝大、鈴木潤一朗
- 美術 - 小林巧
- 衣装 - 砂子璃々
- ヘアメイク - 小出歩
- VFX - 今井元
- キャラクターデザイン - 西川伸司[5]

- 特殊メイク - 百武朋[3]
- キャラクター造形 - 山本和弘[12]、杉本末男
- 演出 - 辻󠄀本貴則[5][2]
- 制作 - NHKエンタープライズ
- 制作・著作 - NHK、アラタFG

## 主題歌
「逆光」（ワーナーミュージック・ジャパン）
作詞・作曲・歌 - 島爺 / 編曲 - ナナホシ管弦楽団

## 放送日程
| 各話  | 放送日  | サブタイトル    | 脚本         | 演出     |
| ----- | ------- | --------------- | ------------ | -------- |
| 第1話 | 6月26日 | 遭遇：encounter | まなべゆきこ | 辻󠄀本貴則 |
| 第2話 | 7月03日 | 秘密：secret    | まなべゆきこ | 辻󠄀本貴則 |
| 第3話 | 7月10日 | 共闘：team      | 小林弘利     | 辻󠄀本貴則 |

- 最終回（7月10日）は、北海道ブロックでは『北海道スタジアム 夏ノ陣』（18:05 - 20:42[15]）を放送したため、同時放送休止（翌週〈17日〉の同時間（18:05 - 18:43）に振替放送された）。

## 映像ソフト化
全3話を収録したBlu-rayおよびDVDが、2021年11月26日にNHKエンタープライズから発売された。